# Eric Maxim Choupo-Moting
Jan-Eric Maxim Choupo-Moting, född 23 mars 1989 i Hamburg, är en tysk-kamerunsk fotbollsspelare som spelar för New York Red Bulls. I ungdomsåren representerade han Tysklands U19- och U21-landslag men sedan 2010 representerar han Kameruns fotbollslandslag.

## Klubbkarriär
Den 7 augusti 2017 värvades Choupo-Moting av Stoke City, där han skrev på ett treårskontrakt. Den 31 augusti 2018 värvades Choupo-Moting av Paris Saint-Germain, där han skrev på ett tvåårskontrakt.
Den 5 oktober 2020 värvades Choupo-Moting av Bayern München, där han skrev på ett ettårskontrakt. Den 4 juni 2021 förlängde Choupo-Moting sitt kontrakt med två år. I mars 2023 förlängde han sitt kontrakt med ytterligare ett år.
Den 18 december 2024 skrev Choupo-Moting på ett tvåårskontrakt med Major League Soccer-klubben New York Red Bulls.

## Landslagskarriär
I december 2021 blev Choupo-Moting uttagen i Kameruns trupp till Afrikanska mästerskapet 2021. I november 2022 blev han uttagen i Kameruns trupp till VM 2022.

## Meriter
Paris Saint-Germain
- Fransk mästare: 2019, 2020
- Fransk cupvinnare: 2020
- Fransk ligacupvinnare: 2020
- Finalist i Champions League: 2020

 Bayern München
- Tysk mästare: 2021, 2022
- Tysk supercupvinnare: 2021
- Vinnare av klubblags-VM: 2020

 Kamerun
- Bronsmedaljör vid Afrikanska mästerskapet: 2021